# 테리 가
테리 가(Teri Garr, 1944년 12월 11일~2024년 10월 29일)는 미국의 배우이다.

## 영화
- 아카풀코의 추억
- 비바 라스베가스
- 루이자의 선택
- 걸 해피
- 클램베이크 (영화)
- 컨버세이션 (1974년 영화)
- 영 프랑켄슈타인
- 미지와의 조우
- 검은 종마
- 투씨
- 특근 (영화)
- 죽기 아니면 까무러치기
- 천사의 빛
- 플레이어 (1992년 미국 영화)
- 덤 앤 더머
- 패션쇼 (1994년 영화)
- 마이클 (1996년 영화)
- 배트맨 비욘드
- 배트맨 - 돌아온 조커
- 판타스틱 소녀백서
- 성탄절 전야의 공항 대소동

## 텔레비전
- 배트맨 (드라마)
- 앤디 그리피스 쇼
- 스타 트렉 (드라마)
- 켄 베리
- 매시 (드라마)
- 새터데이 나이트 라이브
- 세서미 스트리트
- 머피 브라운
- 원탁의 삼총사
- 제퍼디!
- 프레이저 (시트콤)
- 미녀마법사 사브리나
- 프렌즈
- ER (드라마)
- 배트맨 비욘드
- 킹 오브 더 힐
- 펠리시티 (드라마)
- MADtv